# خیابان شریعتی (تهران)
خیابان دکتر علی شریعتی (با نام پیشین جاده قدیم شمیران و خیابان کوروش کبیر) یکی از خیابان‌های مهم و طولانی شهر تهران است که جهتی جنوبی - شمالی دارد. این خیابان پیش از انقلاب، خیابان کوروش کبیر نام داشت. پس از انقلاب نام این خیابان به نام علی شریعتی، نویسنده و پژوهشگر ایرانی که در حسینیه ارشاد واقع در این خیابان سخنرانی‌های فراوانی داشت، تغییر کرد.
این خیایان قدیمی‌ترین جاده ارتباطی تهران به پهنه شمیران و قصران به‌شمار می‌آید و امتداد آن در زمان قاجار، دارالخلافه را به منطقه شمیران در شمال تهران وصل می‌کرده‌است. ابتدای جنوبی این خیابان که در گذشته (تا اواخر قاجار) دروازه شمیران بوده، امروزه پیچ شمیران در خیابان انقلاب محسوب می‌شود و تا میدان قدس امتداد می‌یابد. این خیابان عملکردهای تجاری و خدماتی در طیف وسیعی از مقیاس محلی تا شهری را در خود جای داده‌است.
ایستگاه‌های متروی شریعتی، قلهک، قیطریه و تجریش در این خیابان قرار دارند.

## مکان‌های مهم

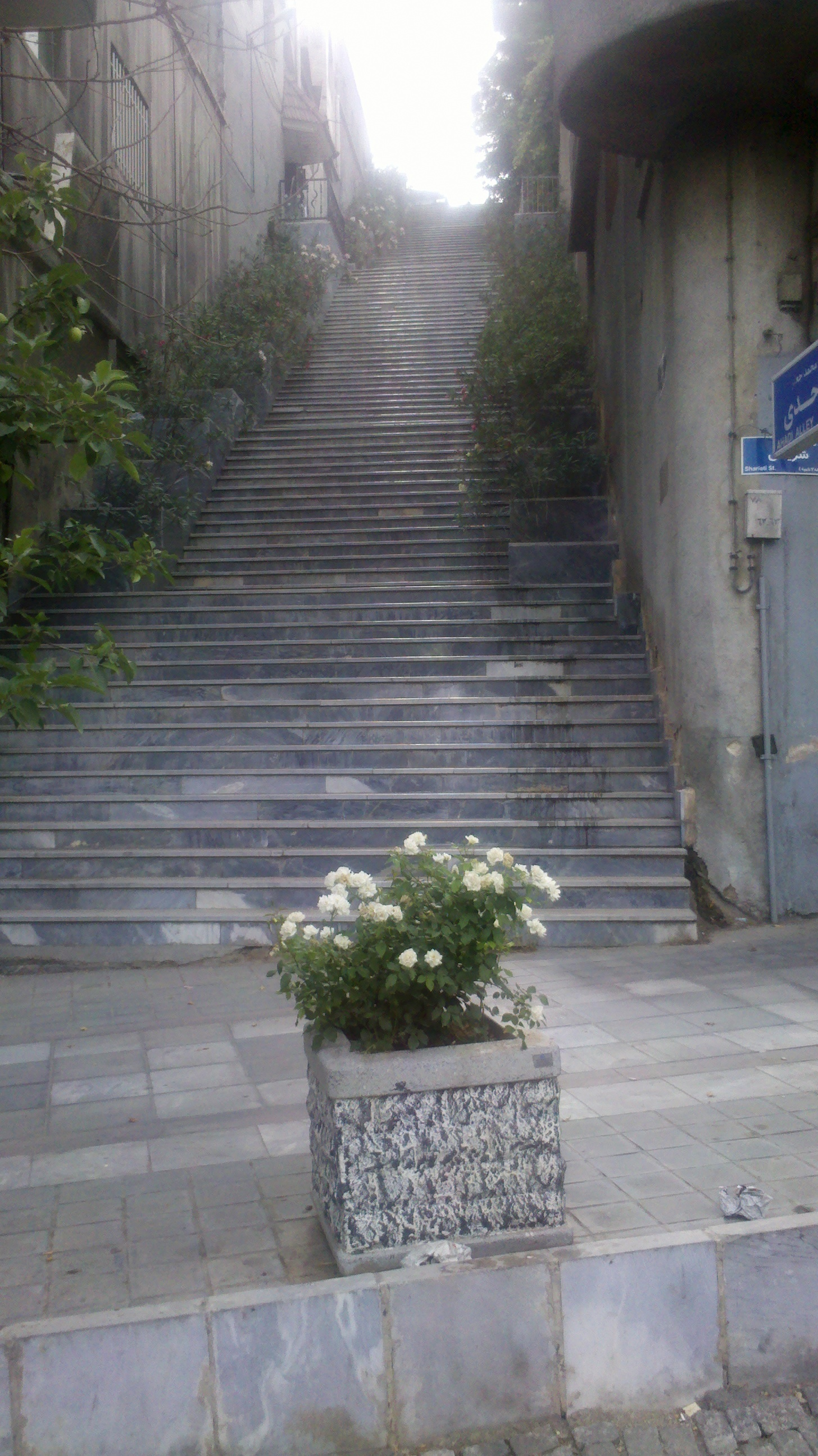
ورودی خیابان اندیشه ۴ در خیابان شریعتی

برخی مکان‌های مهم در این خیابان از شمال به جنوب عبارتند از:
- مجموعه فرهنگی ورزشی شهید چمران (بولینگ عبدُه)
- باغ قلهک
- بیمارستان ایرانمهر
- بیمارستان مفید
- حسینیه ارشاد
- پارک شریعتی (پارک کوروش)
- موزه رضا عباسی
- دانشگاه صنعتی خواجه نصیرالدین طوسی
- بوستان اندیشه
- ساختمان مرکزی وزارت ارتباطات و فناوری اطلاعات
- بیمارستان پاسارگاد
- باغ سفارت بریتانیا

## ورودی‌ها و برخوردگاه‌ها
این خیابان در مسیر خود از مناطق شهرداری ۱، ۳، ۴ و ۷ عبور می‌کند.
| از شمال به جنوب                                            | از شمال به جنوب | از شمال به جنوب |
| ---------------------------------------------------------- | --------------- | --------------- |
| خیابان شهرداری خیابان دربند خیابان نیاوران                 | میدان قدس       |                 |
| ایستگاه متروی تجریش                                        |                 |                 |
| بلوار صبا (سه‌راه قیطریه)                                   |                 |                 |
| ایستگاه متروی قیطریه                                       |                 |                 |
| خیابان پل رومی                                             |                 |                 |
| خیابان الهیه                                               |                 |                 |
| ایستگاه متروی شهید صدر                                     |                 |                 |
| بزرگراه صدر (پل صدر)                                       |                 |                 |
| خیابان دولت                                                |                 |                 |
| خیابان بصیری و خیابان پابرجا (دوراهی قلهک)                 |                 |                 |
| ایستگاه متروی قلهک                                         |                 |                 |
| خیابان یخچال                                               |                 |                 |
| خیابان وحید دستگردی                                        |                 |                 |
| ایستگاه متروی دکتر شریعتی                                  |                 |                 |
| بلوار میرداماد                                             |                 |                 |
| خیابان گل نبی                                              |                 |                 |
| بزرگراه همت                                                |                 |                 |
| خیابان پاسداران (سه‌راه ضرابخانه)                           |                 |                 |
| پارک شریعتی                                                |                 |                 |
| خیابان خواجه عبداله انصاری                                 |                 |                 |
| بزرگراه شهید قاسم سلیمانی (پل سیدخندان)                    |                 |                 |
| خیابان پالیزی                                              |                 |                 |
| پارک اندیشه                                                |                 |                 |
| خیابان هویزه                                               |                 |                 |
| خیابان بهشتی - خیابان شهید قدوسی (چهارراه قصر)             |                 |                 |
| خیابان معلم                                                |                 |                 |
| خیابان مطهری                                               |                 |                 |
| خیابان پلیس                                                |                 |                 |
| خیابان بهار شیراز                                          |                 |                 |
| خیابان طالقانی (سه‌راه طالقانی) خیابان خواجه نصیرالدین طوسی | میدان طالقانی   |                 |
| خیابان سمیه                                                |                 |                 |
| خیابان انقلاب (پیچ شمیران)                                 |                 |                 |
| از جنوب به شمال                                            |                 |                 |